# Bianca Stuart
Bianca Stuart (ur. 17 maja 1988 w Nassau) – bahamska lekkoatletka specjalizująca się w skoku w dal, olimpijka, rekordzistka kraju.
Odnosiła liczne sukcesy na mistrzostwach juniorskich. W 2008 zdobyła złoto mistrzostw Ameryki Środkowej i Karaibów rozgrywanych w Cali. W tym samym roku wywalczyła brązowy medal młodzieżowych mistrzostw NACAC. W 2009 uplasowała się na 4. miejscu podczas mistrzostw kontynentu. W roku 2010 stawała na podium igrzysk Ameryki Środkowej i Karaibów oraz młodzieżowych mistrzostw NACAC. Rok później zdobyła kolejne złoto mistrzostw Ameryki Środkowej i Karaibów oraz bez większego powodzenia startowała na mistrzostwach świata w Daegu. W 2012 zajęła 8. miejsce na halowych mistrzostwach globu. Reprezentowała Bahamy na igrzyskach olimpijskich w Londynie, w których odpadła w eliminacjach. W 2013 zdobyła brąz na mistrzostwach Ameryki Środkowej i Karaibów. Srebrna medalistka igrzysk panamerykańskich w Toronto (2015). Rok później bez awansu do finału wystartowała na igrzyskach olimpijskich w Rio de Janeiro. Wielokrotna medalistka mistrzostw kraju.
Rekordy życiowe: stadion – 6,83 (26 czerwca 2015, Nassau) rekord Bahamów / 6,91w (4 czerwca 2011, Clermont); hala – 6,79 (11 lutego 2012, Fayetteville).

## Osiągnięcia
| Rok  | Impreza                                           | Miejsce        | Lokata            | Wynik (m) |
| ---- | ------------------------------------------------- | -------------- | ----------------- | --------- |
| 2002 | CARIFTA Games                                     | Nassau         | 2. miejsce        | 5,30      |
| 2004 | Mistrzostwa Ameryki Środkowej i Karaibów juniorów | Coatzacoalcos  | 3. miejsce        | 5,71      |
| 2005 | Mistrzostwa świata juniorów młodszych             | Marrakesz      | el. – 12. miejsce | 5,68      |
| 2006 | Mistrzostwa Ameryki Środkowej i Karaibów juniorów | Port-of-Spain  | 2. miejsce        | 6,09      |
| 2006 | Mistrzostwa świata juniorów                       | Pekin          | el. – 14. miejsce | 6,05      |
| 2007 | Mistrzostwa panamerykańskie juniorów              | São Paulo      | 2. miejsce        | 6,12      |
| 2008 | Mistrzostwa Ameryki Środkowej i Karaibów          | Cali           | 1. miejsce        | 6,54      |
| 2008 | Młodzieżowe mistrzostwa NACAC                     | Toluca         | 3. miejsce        | 6,37      |
| 2009 | Mistrzostwa Ameryki Środkowej i Karaibów          | Hawana         | 4. miejsce        | 6,31      |
| 2010 | Igrzyska Ameryki Środkowej i Karaibów             | Mayagüez       | 3. miejsce        | 6,50      |
| 2010 | Młodzieżowe mistrzostwa NACAC                     | Miramar        | 2. miejsce        | 6,42      |
| 2011 | Mistrzostwa Ameryki Środkowej i Karaibów          | Mayagüez       | 1. miejsce        | 6,81      |
| 2011 | Mistrzostwa świata                                | Daegu          | el. – 17. miejsce | 6,44      |
| 2012 | Halowe mistrzostwa świata                         | Stambuł        | 8. miejsce        | 4,71      |
| 2012 | Igrzyska olimpijskie                              | Londyn         | el. – 17. miejsce | 6,32      |
| 2013 | Mistrzostwa Ameryki Środkowej i Karaibów          | Morelia        | 3. miejsce        | 6,42      |
| 2013 | Mistrzostwa świata                                | Moskwa         | el. – 24. miejsce | 6,35      |
| 2014 | Igrzyska Wspólnoty Narodów                        | Glasgow        | 8. miejsce        | 6,31      |
| 2015 | Igrzyska panamerykańskie                          | Toronto        | 2. miejsce        | 6,69      |
| 2015 | Mistrzostwa świata                                | Pekin          | el. – 25. miejsce | 6,34      |
| 2016 | Igrzyska olimpijskie                              | Rio de Janeiro | el. – 16. miejsce | 6,45      |
| 2017 | Mistrzostwa świata                                | Londyn         | el. – 28. miejsce | 5,91      |